# Ла-Муела
Ла-Муела (ісп. La Muela) — муніципалітет в Іспанії, у складі автономної спільноти Арагон, у провінції Сарагоса. Населення — 5166 осіб (2010).
Муніципалітет розташований на відстані близько 250 км на північний схід від Мадрида, 20 км на захід від Сарагоси.
На території муніципалітету розташовані такі населені пункти: (дані про населення за 2010 рік)
- Альто-де-ла-Муела: 1287 осіб
- Ла-Муела: 3879 осіб

## Демографія
Динаміка населення (INE ):